# Яніково (Мазовецьке воєводство)
Яніково (пол. Janikowo) — село в Польщі, у гміні Червінськ-над-Віслою Плонського повіту Мазовецького воєводства.
Населення — 194 особи (2011).
У 1975-1998 роках село належало до Плоцького воєводства.

## Демографія
Демографічна структура станом на 31 березня 2011 року:
|          | Загалом | Допрацездатний вік | Працездатний вік | Постпрацездатний вік |
| -------- | ------- | ------------------ | ---------------- | -------------------- |
| Чоловіки | 103     | 16                 | 74               | 13                   |
| Жінки    | 91      | 19                 | 54               | 18                   |
| Разом    | 194     | 35                 | 128              | 31                   |